# Parvulari municipal de Vilassar de Mar
El Parvulari municipal de Vilassar de Mar és una obra del municipi de Vilassar de Mar (Maresme) inclosa en l'Inventari del Patrimoni Arquitectònic de Catalunya.

## Descripció
Edifici civil format per una planta baixa i un pis. Cobert per una teulada de dos vessants amb el carener paral·lel a la façana. Hi ha quatre obertures per planta, totes elles amb un arc escarser. Al conjunt destaca l'ús del maó vist, especialment en el sardinell de les obertures, el les franges que recorren l'amplada de la façana i en les mènsules que suporten la cornisa. L'ús del sardinell i el maó vist és molt freqüent a les construccions d'edificis de tipus públic de finals del segle xix i començaments del XX: